# Geografie služeb
Geografie služeb je mladší vědecká disciplína, neboť význam služeb v ekonomice se objevil relativně pozdě. První vědecké práce, jež se věnovaly prostorovým vazbám v rozvoji služeb, začaly vycházet až počátkem 30. let 20. století. Do té doby byl význam služeb pro národní hospodářství podceňován. Tento přístup ke službám pocházel od Adama Smithe, jenž v roce 1776 definoval služby jako statky, které „neprodukující žádnou hodnotu“. Obdobně se k sektoru služeb stavěl Karel Marx, který rozdělil sektory na produktivní a neproduktivní. Toto pojetí převzala pro praxi centrálně plánovaná ekonomika.